# Primi ministri della Bulgaria
Il Primo ministro della Bulgaria, ufficialmente Ministro-Presidente della Bulgaria (in bulgaro Министър-председател?, Ministăr-predsedatel), è la più importante carica del ramo esecutivo nel paese dopo l'indipendenza di quest’ultimo nel 1878.

## Principato di Bulgaria, 1879-1908
| Primo ministro | Primo ministro          | Mandato           | Mandato           | Partito                         | Sovrani                                           |
| Primo ministro | Primo ministro          | Inizio            | Fine              | Partito                         | Sovrani                                           |
| -------------- | ----------------------- | ----------------- | ----------------- | ------------------------------- | ------------------------------------------------- |
| 1              | Todor Burmov            | 17 luglio 1879    | 6 dicembre 1879   | Partito conservatore            | Alessandro I                                      |
| 2              | Vasil Drumev            | 6 dicembre 1879   | 7 aprile 1880     | Partito conservatore            | Alessandro I                                      |
| 3              | Dragan Cankov           | 7 aprile 1880     | 10 dicembre 1880  | Partito liberale                | Alessandro I                                      |
| 4              | Petko Karavelov         | 10 dicembre 1880  | 9 maggio 1881     | Partito liberale                | Alessandro I                                      |
| 5              | Johan Casimir Ehrnrooth | 9 maggio 1881     | 13 luglio 1881    | Militare                        | Alessandro I                                      |
| 6              | Vacante                 | 13 luglio 1881    | 5 luglio 1882     | (Nessuno)                       | Alessandro I                                      |
| 7              | Leonid Sobolev          | 5 luglio 1882     | 19 settembre 1883 | Militare                        | Alessandro I                                      |
|                | Dragan Cankov, II       | 19 settembre 1883 | 11 luglio 1884    | Partito liberale                | Alessandro I                                      |
|                | Petko Karavelov, II     | 11 luglio 1884    | 21 agosto 1886    | Partito liberale                | Alessandro I                                      |
|                | Vasil Drumev, II        | 21 agosto 1886    | 24 agosto 1886    | Partito conservatore            | Alessandro I                                      |
|                | Petko Karavelov, III    | 24 agosto 1886    | 28 agosto 1886    | Partito liberale                | Alessandro I                                      |
| 8              | Vasil Radoslavov        | 28 agosto 1886    | 10 luglio 1887    | Partito liberale                | Alessandro I                                      |
| 8              | Vasil Radoslavov        | 28 agosto 1886    | 10 luglio 1887    | Partito liberale                | Nessun reggente (8 settembre 1886 - 7 luglio 1887 |
| 8              | Vasil Radoslavov        | 28 agosto 1886    | 10 luglio 1887    | Partito liberale                | Ferdinando I                                      |
| 9              | Konstantin Stoilov      | 10 luglio 1887    | 1º settembre 1887 | Partito conservatore            |                                                   |
| 10             | Stefan Stambolov        | 1º settembre 1887 | 31 maggio 1894    | Partito popolare liberale       |                                                   |
|                | Konstantin Stoilov, II  | 31 maggio 1894    | 30 gennaio 1899   | Partito popolare                |                                                   |
| 11             | Dimităr Grekov          | 30 gennaio 1899   | 13 ottobre 1899   | Partito popolare liberale       |                                                   |
| 12             | Todor Ivančov           | 13 ottobre 1899   | 25 gennaio 1901   | Partito liberale (radoslavista) |                                                   |
| 13             | Račo Petrov             | 25 gennaio 1901   | 5 marzo 1901      | (Nessuno)                       |                                                   |
|                | Petko Karavelov, IV     | 5 marzo 1901      | 4 gennaio 1902    | Partito democratico             |                                                   |
| 14             | Stojan Danev            | 4 gennaio 1902    | 19 maggio 1903    | Partito liberale progressista   |                                                   |
|                | Račo Petrov, II         | 19 maggio 1903    | 5 novembre 1906   | (Nessuno)                       |                                                   |
| 15             | Dimităr Petkov          | 5 novembre 1906   | 11 marzo 1907     | Partito popolare liberale       |                                                   |
|                | Dimităr Stančov         | 12 marzo 1907     | 16 marzo 1907     | (Nessuno)                       |                                                   |
| 16             | Petăr Gudev             | 16 marzo 1907     | 29 gennaio 1908   | Partito popolare liberale       |                                                   |
| 17             | Aleksandăr Malinov      | 29 gennaio 1908   | 5 ottobre 1908    | Partito democratico             |                                                   |

## Regno di Bulgaria, 1908-1946
| Primo ministro | Primo ministro          | Mandato           | Mandato           | Partito                         | Sovrani      |
| Primo ministro | Primo ministro          | Inizio            | Fine              | Partito                         | Sovrani      |
| -------------- | ----------------------- | ----------------- | ----------------- | ------------------------------- | ------------ |
| 17             | Aleksandăr Malinov      | 5 ottobre 1908    | 29 marzo 1911     | Partito democratico             | Ferdinando I |
| 18             | Ivan Gešov              | 29 marzo 1911     | 14 giugno 1913    | Partito popolare                | Ferdinando I |
|                | Stojan Danev, II        | 14 giugno 1913    | 17 luglio 1913    | Partito liberale progressista   | Ferdinando I |
|                | Vasil Radoslavov, II    | 17 luglio 1913    | 21 giugno 1918    | Partito liberale (radoslavista) | Ferdinando I |
|                | Aleksandăr Malinov, II  | 21 giugno 1918    | 28 novembre 1918  | Partito democratico             | Ferdinando I |
| Boris III      | Aleksandăr Malinov, II  | 21 giugno 1918    | 28 novembre 1918  | Partito democratico             |              |
| 19             | Teodor Teodorov         | 28 novembre 1918  | 6 ottobre 1919    | Partito popolare                |              |
| 20             | Aleksandăr Stambolijski | 6 ottobre 1919    | 9 giugno 1923     | Unione agraria popolare         |              |
| 21             | Aleksandăr Cankov       | 9 giugno 1923     | 4 gennaio 1926    | Accordo democratico             |              |
| 22             | Andrej Ljapčev          | 4 gennaio 1926    | 29 giugno 1931    | Accordo democratico             |              |
|                | Aleksandăr Malinov, III | 29 giugno 1931    | 12 ottobre 1931   | Partito democratico             |              |
| 23             | Nikola Mušanov          | 12 ottobre 1931   | 19 maggio 1934    | Partito democratico             |              |
| 24             | Kimon Georgiev          | 19 maggio 1934    | 22 gennaio 1935   | Zveno                           |              |
| 25             | Penčo Zlatev            | 22 gennaio 1935   | 21 aprile 1935    | (Militare)                      |              |
| 26             | Andrej Tošev            | 21 aprile 1935    | 23 novembre 1935  | (Nessuno)                       |              |
| 27             | Georgi Kjoseivanov      | 23 novembre 1935  | 16 febbraio 1940  | (Nessuno)                       |              |
| 28             | Bogdan Filov            | 16 febbraio 1940  | 9 settembre 1943  | (Nessuno)                       |              |
| 28             | Bogdan Filov            | 16 febbraio 1940  | 9 settembre 1943  | (Nessuno)                       | Simeone II   |
|                | Petăr Gabrovski         | 9 settembre 1943  | 14 settembre 1943 | (Nessuno)                       |              |
| 29             | Dobri Božilov           | 14 settembre 1943 | 1º giugno 1944    | (Nessuno)                       |              |
| 30             | Ivan Bagrjanov          | 1º giugno 1944    | 2 settembre 1944  | (Nessuno)                       |              |
| 31             | Konstantin Muraviev     | 2 settembre 1944  | 9 settembre 1944  | Unione agraria popolare         |              |
| 32             | Kimon Georgiev          | 9 settembre 1944  | 23 novembre 1946  | Zveno                           |              |

## Repubblica Popolare di Bulgaria, 1946-1990
| Primo ministro | Primo ministro  | Mandato          | Mandato          | Partito                               | Presidenti                   |
| Primo ministro | Primo ministro  | Inizio           | Fine             | Partito                               | Presidenti                   |
| -------------- | --------------- | ---------------- | ---------------- | ------------------------------------- | ---------------------------- |
| 33             | Georgi Dimitrov | 23 novembre 1946 | 2 luglio 1949    | Partito Comunista Bulgaro             | Vasil Kolarov                |
| 33             | Georgi Dimitrov | 23 novembre 1946 | 2 luglio 1949    | Partito Comunista Bulgaro             | Minčo Nejčev                 |
| 34             | Vasil Kolarov   | 2 luglio 1949    | 23 gennaio 1950  | Partito Comunista Bulgaro             |                              |
| 35             | Vălko Červenkov | 3 febbraio 1950  | 17 aprile 1956   | Partito Comunista Bulgaro             |                              |
| 36             | Anton Jugov     | 17 aprile 1956   | 19 novembre 1962 | Partito Comunista Bulgaro             |                              |
| 36             | Anton Jugov     | 17 aprile 1956   | 19 novembre 1962 | Partito Comunista Bulgaro             | Dimităr Ganev                |
| 37             | Todor Živkov    | 19 novembre 1962 | 7 luglio 1971    | Partito Comunista Bulgaro             |                              |
| 37             | Todor Živkov    | 19 novembre 1962 | 7 luglio 1971    | Partito Comunista Bulgaro             | Georgi Trajkov               |
| 38             | Stanko Todorov  | 7 luglio 1971    | 16 giugno 1981   | Partito Comunista Bulgaro             | Todor Živkov                 |
| 39             | Griša Filipov   | 16 giugno 1981   | 21 marzo 1986    | Partito Comunista Bulgaro             | Todor Živkov                 |
| 40             | Georgi Atanasov | 21 marzo 1986    | 3 febbraio 1990  | Partito Comunista Bulgaro             | Todor Živkov                 |
| 40             | Georgi Atanasov | 21 marzo 1986    | 3 febbraio 1990  | Partito Comunista Bulgaro             | Todor Živkov, Petăr Mladenov |
| 41             | Andrej Lukanov  | 3 febbraio 1990  | 15 novembre 1990 | Partito Comunista Bulgaro/ socialista |                              |
| 41             | Andrej Lukanov  | 3 febbraio 1990  | 15 novembre 1990 | Partito Comunista Bulgaro/ socialista | Petăr Mladenov, Želju Želev  |

## Repubblica di Bulgaria, dal 1990
Partito Socialista Bulgaro (BSP)
     Indipendente
     Unione delle Forze Democratiche (SDS)
     Movimento Nazionale Simeone Secondo (NDSV)
     Cittadini per lo Sviluppo Europeo della Bulgaria (GERB)
     Continuiamo il Cambiamento (PP)
     Indipendente-BSP
     Indipendente-GERB
| Primo ministro   | Primo ministro    | Primo ministro                 | Partito                                             | Elezione         | Mandato          | Mandato           | Presidenti  |
| Primo ministro   | Primo ministro    | Primo ministro                 | Partito                                             | Elezione         | Inizio           | Fine              | Presidenti  |
| ---------------- | ----------------- | ------------------------------ | --------------------------------------------------- | ---------------- | ---------------- | ----------------- | ----------- |
|                  |                   | Andrej Lukanov                 | Partito Socialista Bulgaro                          | -                | 15 novembre 1990 | 20 dicembre 1990  | Želju Želev |
|                  |                   | Dimitar Iliev Popov            | Indipendente                                        | 1990             | 20 dicembre 1990 | 8 novembre 1991   | Želju Želev |
|                  |                   | Philip Dimitrov                | Unione delle Forze Democratiche                     | 1991             | 8 novembre 1991  | 30 dicembre 1992  | Želju Želev |
|                  |                   | Lyuben Berov                   | Indipendente                                        | 1991             | 30 dicembre 1992 | 17 ottobre 1994   | Želju Želev |
|                  |                   | Reneta Indzhova (ad interim)   | Indipendente                                        | 1991             | 17 ottobre 1994  | 25 gennaio 1995   | Želju Želev |
|                  |                   | Zhan Videnov                   | Partito Socialista Bulgaro                          | 1994             | 25 gennaio 1995  | 12 febbraio 1997  | Želju Želev |
| Petăr Stojanov   |                   | Zhan Videnov                   | Partito Socialista Bulgaro                          | 1994             | 25 gennaio 1995  | 12 febbraio 1997  |             |
|                  |                   | Stefan Sofiyanski (ad interim) | Unione delle Forze Democratiche                     | 1994             | 12 febbraio 1997 | 21 maggio 1997    |             |
|                  |                   | Ivan Kostov                    | Unione delle Forze Democratiche                     | 1997             | 21 maggio 1997   | 24 luglio 2001    |             |
|                  |                   | Simeon Sakskoburggotski        | Movimento Nazionale Simeone Secondo                 | 2001             | 24 luglio 2001   | 17 agosto 2005    |             |
| Georgi Părvanov  |                   | Simeon Sakskoburggotski        | Movimento Nazionale Simeone Secondo                 | 2001             | 24 luglio 2001   | 17 agosto 2005    |             |
|                  |                   | Sergei Stanishev               | Partito Socialista Bulgaro                          | 2005             | 17 agosto 2005   | 27 luglio 2009    |             |
|                  |                   | Bojko Borisov                  | Cittadini per lo Sviluppo Europeo della Bulgaria    | 2009             | 27 luglio 2009   | 13 marzo 2013     |             |
| Rosen Plevneliev |                   | Bojko Borisov                  | Cittadini per lo Sviluppo Europeo della Bulgaria    | 2009             | 27 luglio 2009   | 13 marzo 2013     |             |
|                  |                   | Marin Raykov (ad interim)      | Indipendente                                        | 2009             | 13 marzo 2013    | 29 maggio 2013    |             |
|                  |                   | Plamen Oresharski              | Indipendente                                        | 2013             | 29 maggio 2013   | 6 agosto 2014     |             |
|                  |                   | Georgi Bliznashki (ad interim) | Indipendente                                        | 2013             | 6 agosto 2014    | 7 novembre 2014   |             |
|                  |                   | Bojko Borisov                  | Cittadini per lo Sviluppo Europeo della Bulgaria    | 2014             | 7 novembre 2014  | 27 gennaio 2017   |             |
| Rumen Radev      |                   | Bojko Borisov                  | Cittadini per lo Sviluppo Europeo della Bulgaria    | 2014             | 7 novembre 2014  | 27 gennaio 2017   |             |
|                  |                   | Ognjan Gerdžikov (ad interim)  | Movimento Nazionale per la Stabilità e il Progresso | 2014             | 27 gennaio 2017  | 4 maggio 2017     |             |
|                  |                   | Bojko Borisov                  | Cittadini per lo Sviluppo Europeo della Bulgaria    | 2017             | 4 maggio 2017    | 12 maggio 2021    |             |
|                  |                   | Stefan Janev (ad interim)      | Indipendente                                        | IV-2021          | 12 maggio 2021   | 18 settembre 2021 |             |
| VII-2021         | 18 settembre 2021 | Stefan Janev (ad interim)      | Indipendente                                        | 13 dicembre 2021 |                  |                   |             |
|                  |                   | Kiril Petkov                   | Continuiamo il Cambiamento                          | XI-2021          | 13 dicembre 2021 | 2 agosto 2022     |             |
|                  |                   | Gălăb Donev (ad interim)       | Indipendente                                        | XI-2021          | 2 agosto 2022    | 2 febbraio 2023   |             |
| 2022             | 2 febbraio 2023   | Gălăb Donev (ad interim)       | Indipendente                                        | 6 giugno 2023    |                  |                   |             |
|                  |                   | Nikolaj Denkov                 | Continuiamo il Cambiamento                          | 2023             | 6 giugno 2023    | 9 aprile 2024     |             |
|                  |                   | Dimităr Glavčev (ad interim)   | Indipendente                                        | 2023             | 9 aprile 2024    | 27 agosto 2024    |             |
| VI-2024          | 27 agosto 2024    | Dimităr Glavčev (ad interim)   | Indipendente                                        | 16 gennaio 2025  |                  |                   |             |
|                  |                   | Rosen Zhelyazkov               | Cittadini per lo Sviluppo Europeo della Bulgaria    | X-2024           | 16 gennaio 2025  | in carica         |             |